# Grand Griffon Vendéen
Grand Griffon Vendéen – rasa psa, należąca do grupy psów gończych i posokowców, zaklasyfikowana do sekcji psów gończych. Podlega próbom pracy.

## Krótki rys historyczny
Rasa powstała w XV wieku w regionie Vendée we Francji jako krzyżówka psa św. Huberta, bracco italiano i griffona nivernais.

## Użytkowość
Pies nadaje się do polowań z początkującymi myśliwymi, gdyż potrafi się tak podekscytować na początku polowania, że nie jest w stanie dotrwać potem do końca. Może polować na lądzie i w wodzie.

## Charakter i temperament
Żywy i przyjazny.

## Wygląd
Umaszczenie jest białe lub pszeniczne z różnymi znaczeniami. Sierść szorstka i twarda, z długimi włosami na stopach. Głowa lekko wydłużona z dużym czarnym nosem i wąsami, ciemnymi oczami i owalnymi uszami. Grzbiet prosty i dobrze umięśniony, mocna klatka piersiowa i nogi. Ogon ma kształt pałasza.